# ۲-اتیل‌هگزانول
۲-اتیل‌هگزانول (به انگلیسی: 2-Ethylhexanol) یک ترکیب شیمیایی با شناسه پاب‌کم ۷۷۲۰ است. شکل ظاهری این ترکیب، مایع شفاف بی‌رنگ است.